# Joseph Daigle
Pour les articles homonymes, voir Daigle.
Joseph Daigle (Saint-Ours, 7 juin 1831 - Montréal, 12 mars 1908 à l'âge de 76 ans) est un homme politique québécois. Il a été député de la circonscription de Verchères à l'Assemblée législative du Québec, de 1871 à 1878, sous la bannière du Parti libéral du Québec.